# لنارت نیلسون
لنارت نیلسون (به انگلیسی: Lennart Nilsson) زادهٔ ۲۴ اوت ۱۹۲۲ – درگذشتهٔ ۲۸ ژانویه ۲۰۱۷) عکاس، دانشمند و نویسنده اهل سوئد بود که با تصاویر مشهورش از جنین‌ها و دیگر موضوعات پزشکی که به نظر قابل عکس‌برداری نمی‌آیند شناخته شده‌است.
نیلسون پیش از روی آوردن به عکاسی از اتفاقات داخلی بدن انسان، به عنوان عکاس خبری برای نشریاتی همچون پیکچرپست، لایف، و نشریه سوئدی se کار می‌کرد.
وی همچنین برندهٔ جوایزی همچون جایزه هاسلبلاد در سال ۱۹۸۰و جایزه ورلدپرس‌فتو در سال ۱۹۹۱ در بخش علم و فناوریشده‌است.
کنجکاوی و کمال‌گرا بودن نیلسون او را به یک عکاس پیشگام و نوگرا تبدیل کرده بود.

## عکاسی از جنین
نخستین بار، اواخر دهه ۱۹۴۰ و هنگام تهیه گزارشی از بیمارستان sabbatsbergs از جنین انسان که در شیشه نگه‌داری می‌شد عکاسی کرد. سال‌ها بعد این عکس‌ها را به مجله لایف ارائه کرد و در این نشریه چاپ شد.
لایف همچنین نیلسون را به دنبال کردن این سوژه تشویق کرد. لنارت نیلسون با استفاده از میکروسکوپ به کنکاش ادامه داد و در دهه ۱۹۶۰ از آندوسکوپ فوق‌العاده باریکی استفاده کرد که به او این امکان را داد تا بیش از پیش به سوژه‌هایش نزدیک بشود و از داخل بدن عکس بگیرد.
او جنین انسان را در تمامی مراحل رشد ثبت کرد و ۴ سال طول کشید تا مجموعه جامعی از آفرینش بشر تهیه کند. گزارش او که نخستین بار سال ۱۹۶۵در مجله لایف منتشر شد، به همان میزان که علمی بود جذابیت تصویری داشت و احساسات آنی را در پی داشت. این گزارش با عمقی که به پیکرشناسی زندگی بشر داد، موفق شد مخاطبان گسترده‌ای را در مجلات سراسر دنیا به دست بیاورد.
زمانی که مجله لایف در سال ۱۹۶۵ این تصویر را تحت عنوان «درام زندگی قبل از تولد» منتشر کرد، این مسئله در نزد افکار عمومی آن زمان بسیار مورد توجه و مقبول بود. شاید به دلیل هم‌زمانی با این شرایط خوب بود که عکس نیلسون به چاپ رسید، تصویری که وضعیت جنین انسان در حال رشد را در معرض دید بینندگان قرار داد و پرسش‌های تازه‌ای در مورد زمان آغاز حیات به وجود آورد.

## شیوه فعالیت عکاسی
مجله لایف دربارهٔ شیوهٔ کار نلسون توضیح داده که این جنین‌ها از درون رحم و به دلایل پزشکی خارج شده‌اند. در واقع نیلسون قبلاً با یک بیمارستان در شهر استکهلم صحبت کرده و از پزشکان قول گرفته بود که در صورت وجود جنینی مناسب برای ثبت این تصویر، با او تماس بگیرند.
از طرف دیگر اتاقی مجهز به نور مناسب و عدسی‌های مخصوص نیز برای انجام این پروژه مهیا شده بود.
نیلسون فضا را به گونه‌ای طراحی کرده بود که به نظر برسد جنین هنوز در رحم مادر است. از زمانی که این تصویر منتشر شد، تاکنون بارها از آن بدون اجازه عکاس و برای مصارف گوناگون استفاده شده‌است. از جمله فعالان مخالف با سقط جنین بارها از آن برای اعتراضات خود استفاده کردند. اما صرف‌نظر از این مسائل، این تصویر نمایشی کامل، واضح و تماشایی از جزییاتی است که زندگی بشر را در همان نخستین روزهای تکوین به روشنی به نمایش گذاشته‌است.